# زبان لائوسی
زبان لائوسی (لائوسی: ລາວ) که گاهی به عنوان لائو شناخته می‌شود، زبان کرا-دای مادری مردم لائوسی است. این زبان در لائوس، جایی که زبان رسمی حدود ۷ میلیون نفر است، و همچنین در شمال شرقی تایلند، جایی که حدود ۲۳ میلیون نفر از آن استفاده می‌کنند، که معمولاً به آن ایسان گفته می‌شود، صحبت می‌شود. لائوس به عنوان زبان میانجی در میان شهروندان لائوس عمل می‌کند، چرا که مردم تقریباً به ۹۰ زبان دیگر نیز صحبت می‌کنند که بسیاری از آن‌ها با لائوسی یا دیگر زبان‌ها ارتباطی ندارند.
لائوسی یک زبان نواخت‌بر و تحلیلی است، شبیه به سایر زبان‌های کرا-دای و همچنین چینی و ویتنامی. گفتار لائوسی با تایلندی و ایسان، همچنین زبان‌های تای جنوب غربی، به‌طور متقابل قابل درک است، تا جایی که گویشوران آن‌ها قادر به برقراری ارتباط مؤثر با یکدیگر و صحبت کردن به زبان‌های مربوطه خود هستند. این زبان‌ها با خط‌های کمی متفاوت نوشته می‌شوند، اما از نظر زبانی مشابه هستند و به‌طور مؤثر یک زنجیره گویشی را تشکیل می‌دهند.
اگرچه هیچ زبان معیار رسمی وجود ندارد، گویش وینتیان به زبان معیار واقعی در لائوس و گویش کون کن در نیمه دوم سده بیستم به زبان معیار بالفعل در ایسان تبدیل شده‌است.

## واژگان
زبان لائوسی عمدتاً از واژگان بومی لائوسی تشکیل شده‌است. با این حال، به دلیل بودیسم، پالی اصطلاحات فراوانی را، به ویژه در رابطه با مذهب و در گفتگو با اعضای سانگها، بیان کرده‌است. به دلیل نزدیکی، لائوس بر زبان‌های خمری و تایلندی و بالعکس تأثیر گذاشته‌است.
نوشتار رسمی دارای تعداد بیشتری از وام‌واژه‌ها است، به ویژه پالی و سانسکریت، همان‌طور که لاتین و یونانی بر زبان‌های اروپایی تأثیر گذاشته‌اند. برای احترام، از ضمایر (و ضمایر رسمی‌تر) به اضافه جملات پایانی با ແດ່ استفاده می‌شود. عبارات منفی با پایان دادن به عبارت مودبانه‌تر ດອກ ساخته می‌شوند.
پس از تقسیم جهان لائوسی‌زبان در سال ۱۸۹۳، فرانسوی به مدت شصت سال تا سال ۱۹۵۳ که لائوس به استقلال کامل دست یافت، به عنوان زبان اداری تحت‌الحمایه لائوس فرانسه حضور داشت. روابط نزدیک سلطنت لائوس با فرانسه، ترویج و گسترش زبان فرانسه را تا پایان جنگ داخلی لائوس ادامه داد، زمانی که سلطنت حذف شد و موقعیت ممتاز فرانسویان شروع به زوال کرد. بسیاری از وام‌گیری‌های اولیه برای اصطلاحات فرهنگ غربی از طریق فرانسه وارد شد.

## نوشتار
الفبای لائوسی از الفبای خمری امپراتوری خمر در سده چهاردهم میلادی گرفته شده‌است که در نهایت در الفبای پالاوا در جنوب هند ریشه دارد که یک خط براهمی است. گرچه خط لائوسی شباهت به تایلندی دارد، لائوسی دارای حروف کمتری نسبت به تایلندی است، زیرا در سال ۱۹۶۰ ساده شد تا کاملاً «واجی» باشد، در حالی که تایلندی بسیاری از املاهای تاریخی را حفظ می‌کند که یکسان تلفظ می‌شوند.
| حرف | IPA | BGN/PCGN | ALA/LC | یونی‌کد |
| --- | --- | -------- | ------ | ------ |
| ກ   | k   | k        | k/k    | k      |
| ຂ   | kʰ  | kh       | ufu    | kh     |
| ຄ   | kʰ  | kh       | kh/k   | kh     |
| ງ   | ŋ   | ng       | ng/ng  | ng     |
| ຈ   | t͡ʃ  | ch       | ch/t   | c      |
| ສ   | s   | s        | s/t    | s      |
| ຊ   | s   | x        | s/t    | s      |
| ຍ   | ɲ   | gn/y     | ny/—   | ny     |
| ດ   | d   | d/t      | d/t    | d      |
| ຕ   | t   | t        | t/t    | t      |
| ຖ   | tʰ  | th       | th/t   | th     |
| ທ   | tʰ  | th       | th/t   | th     |
| ນ   | n   | n        | n/n    | n      |
| ບ   | b   | b/p      | b/p    | b      |
| ປ   | p   | p        | p/p    | p      |
| ຜ   | pʰ  | ph       | ph/p   | ph     |
| ຝ   | f   | f        | f/p    | f      |
| ພ   | pʰ  | ph       | ph/p   | ph     |
| ຟ   | f   | f        | f/p    | f      |
| ມ   | m   | m        | m/m    | m      |
| ຢ   | j   | y        | y      | y      |
| ຣ * | r   | r        | r      | r      |
| ລ   | l   | l        | l      | l      |
| ວ   | w   | v/o      | v      | w      |
| ຫ   | h   | h        | h      | h      |
| ອ** | —   | —        |        | o      |
| ຮ   | h   | h        | h      | h      |